# In Darkness (album)
In Darkness este cel de-al șaselea album de studio al formației germane de symphonic black metal - Agathodaimon. Albumul a fost lansat în 2013 de Massacre Records.

## Lista pieselor
| Nr.             | Titlu                                                                      | Lungime |  |
| 1.              | „In Darkness (We Shall Be Reborn)”                                         | 06:20   |  |
| 2.              | „I've Risen”                                                               | 04:49   |  |
| 3.              | „Favourite Sin”                                                            | 05:44   |  |
| 4.              | „Oceans of Black”                                                          | 05:33   |  |
| 5.              | „Adio” ("Goodbye")                                                         | 05:21   |  |
| 6.              | „Somewhere, Somewhen”                                                      | 05:48   |  |
| 7.              | „Dusk of an Infinite Shade”                                                | 04:42   |  |
| 8.              | „Höllenfahrt der Selbsterkenntnis” ("Descent Into Hell of Self-Knowledge") | 06:00   |  |
| 9.              | „Adio” (acoustic version, bonus track)                                     | 03:27   |  |
| Lungime totală: | Lungime totală:                                                            | 47:44   |  |

## Personal
- Sathonys - chitare, vocal
- Ashtrael - vocal
- Thilo Feucht - chitare, clape
- Manuel Steitz - baterie
- Till Ottinger - bass

### Personal adițional
- Kristian Kohlmannslehner - chitare, clape, back vocal, producător, engineering, mixaj
- Natalia Kempin - fotografie
- Hicham Haddaji - artwork, layout